# Distretto di Paksane
Il distretto di Paksane è uno dei sei distretti (mueang) della provincia di Bolikhamxai, nel Laos. Ha come capoluogo la città di Paksane.